# Stade d'Abidjan
Stade d'Abidjan is een Ivoriaanse voetbalclub uit Abidjan. De thuiswedstrijden worden in het Stade Robert Champroux  gespeeld met een capaciteit van 20.000 zitplaatsen.
De club werd in 1936 opgericht als ASFI Abidjan. Na een fusie met PIC Abidjan en OC Abidjan heette de club USF Abidjan. In 1959 nam de club zijn huidige naam aan.
De glorieperiode voor de club was de jaren '60 toen ze vijf keer kampioen werd en de tweede editie van de African Cup of Nations Clubs won.

## Erelijst
- Côte d'Ivoire Premier Division

1962, 1963, 1965, 1966, 1969, 2025
- Côte d'Ivoire Cup

1971, 1976, 1984, 1994
- Coupe Houphouët-Boigny

1985, 2018
- African Cup of Champions Clubs

1966
- West African Club Championship

1977

## Bekende ex-spelers
- Didier Otokoré
- Ibrahima Bakayoko
- Lacina Traoré

AFAD Djékanou - Lys FC Sassandra - ASEC Mimosas - FC San-Pédro - FC Mouna - Africa Sports d'Abidjan - SOL FC - AS Denguélé - Société Omnisports de l'Armée - Bouaké FC - Stade d'Abidjan - FC Olympic Sport d'Abobo - Stella Club d'Adjamé - Zoman FC - Racing Club d'Abidjan - CO Korhogo